# Corbicula fluminea
Corbicula fluminea, conocida también como almeja asiática, es una especie de molusco bivalvo de agua dulce de la familia Corbiculidae, originaria del sudeste de Asia, África, India, islas del Océano Pacífico y Australia. La importancia de esta especie radica en que ha colonizado importantes áreas de otros lugares del mundo, causando alteraciones en los ecosistemas y pérdidas económicas, constituyéndose por ese motivo, en una de las especies invasoras más importantes de los ambientes continentales.
Valva derecha e izquierda del mismo animal:

Valva derecha
Valva izquierda

## Descripción
Presenta dos valvas trigonales iguales (izquierda y derecha), las que se hallan unidas dorsalmente por un ligamento y articuladas por una serie de dientes y fosetas (charnela). Las valvas son externamente de color marrón amarillento o verdoso, con costillas concéntricas gruesas. Tienen un pie corto y blanco que sale ventralmente entre las valvas y que utilizan para reptar y enterrarse. Se ven a simple vista cuando miden por lo menos 5 mm y pueden llegar hasta 3,5 cm de diámetro.

## Biología
Se alimenta de partículas orgánicas (algas y otros microorganismos, detritos, etc.) en suspensión en el agua, que es tomada a través de un sifón ventral, filtrada en las branquias y expulsada por un sifón dorsal. Son hermafroditas simultáneos que pueden fecundar sus propios huevos, que son incubados internamente en las branquias hasta transformarse en una almeja de menos de 1 mm de largo. Las almejitas recién expulsadas de las branquias no pueden reptar, pero pueden mantenerse en suspensión y ser llevadas por la corriente; a menudo se fijan a sustratos sumergidos con un filamento bisal. En las regiones invadidas, cómo América del Sur y América del Norte, ocurren distintos clones triploides (3n = 54) de estas almejas, que producen espermatozoides biflagelados que fertilizan los ovocitos de mismo individuo, los cuales pierden luego su material nuclear (reproducción androgenética).

## Hábitat
Vive  casi completamente enterrada en sedimentos limo-arenosos de ríos y arroyos, asomando apenas sus cortos sifones, mas raramente apoyada sobre cantos rodados o grava. Pueden desenterrarse y reptar por el fondo durante breves períodos. 

## Distribución

### Como especie nativa
La distribución original de esta almeja incluye el sudeste de Asia, África, India, las islas del Océano Pacífico y Australia.

### Como especie invasora
En Europa se encontró por primera vez en 1980 en el río Rin y posteriormente paso al Danubio a través del canal Rin-Meno-Danubio. También se ha extendido por los ríos Elba, Nore, Barrow, Miño y Ulla en Galicia, Ebro y otros muchos.
Corbicula fluminea fue introducida en América del Norte en torno a 1924 por los inmigrantes asiáticos que usan las almejas como fuente de alimento. Es abundante en la región de Albemarle Sound en Carolina del Norte, así como otras áreas a lo largo de la costa este. Apareció en el lago Tahoe en 2002. Y pocos años más tarde aumentó la densidad de esta almeja unas 100 veces También se encuentra en el río Allegheny y en el Lago Placid. Igualmente ha aparecido en otras zonas del continente como Cuba o Sudamérica.
En América del Sur se la halla en Argentina, Brasil, Venezuela, Perú, Colombia, Ecuador, Uruguay y Bolivia. Inicialmente ingresó por en Río de La Plata en Argentina, en la década de 1960 a 1970. La especie ha poblado cursos de agua importantes en varias provincias, como Córdoba, Buenos Aires, y ha llegado incluso a los cursos de agua dulce de la Patagonia, en la provincia de Río Negro. En 2021 ha sido detectada en la provincia de San Juan, Argentina.
En España, debido a su potencial colonizador y constituir una amenaza grave para las especies autóctonas, los hábitats o los ecosistemas, esta especie ha sido incluida en el Catálogo Español de Especies Exóticas Invasoras, aprobado por Real Decreto 630/2013, de 2 de agosto.